# Österreichischer Bridgesportverband
Der Österreichische Bridgesportverband (ÖBV) ist die Dachorganisation der österreichischen Bridgevereine. Er wurde 1929 gegründet und ist damit einer der ältesten Bridgeverbände der Welt. Der ÖBV umfasst 4 Regionalverbände und 43 Vereine mit circa 2600 Mitgliedern. Er ist Mitglied der European Bridge League (EBL) und der World Bridge Federation (WBF). Der Sitz des Vereins ist Wien.

## Geschichte

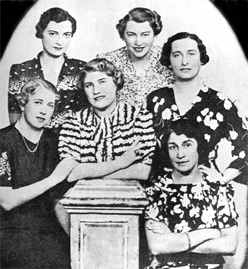
Österreichische Damenteam der WM 1937. Oberste Reihe: Rixi Markus, Elisabeth Klauber. Mittlere Reihe: Marianne Boschan, Gertrude Brunner, Ethel Ernst. Sitzend: Gertrude Schlesinger.

Der ÖBV wurde 1929 von Paul Stern gegründet. Er ist damit der älteste Bridgeverband in Europa. Paul Stern war auch dessen erster Präsident.

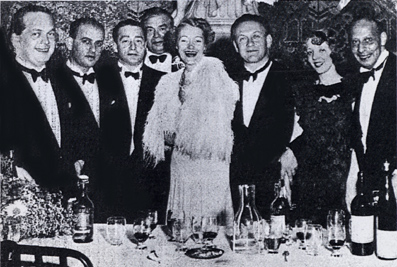
Das österreichische Team der WM 1937 mit zwei Spielerinnen des Teams der USA. Von links: Karl Schneider, Hans Jellinek, Edward Frischauer, Paul Stern (Kapitän), Josephine Culbertson (US), Walter Herbert, Helen Sobel (US), Karl von Blühdorn.

Österreich war in den Jahren vor dem Zweiten Weltkrieg eine starke Bridgenation. Stern entwickelte das Wiener System. Es war das erste international erfolgreiche künstliche Bietsystem. 1932, 1933 und 1936 gewann Österreich die Europameisterschaft in der offenen Klasse, 1935 und 1936 bei den Damen. Die EM 1934 fand in Wien statt. Die erste Weltmeisterschaft 1937 gewann Österreich in der offenen Klasse und bei den Damen.
Der Anschluss Österreichs an Deutschland 1938 beendete diese erfolgreiche Phase. Nach dem Zweiten Weltkrieg wurde der ÖBV 1947 erneut gegründet. Zunächst konnte der ÖBV an die Erfolge vor dem Krieg anschließen. Österreich erreichte sowohl bei der EM 1951 als auch bei der EM 1957 in Wien den zweiten Platz. In den nächsten Jahren wurden in Österreich verschiedene Entwicklungen verschlafen und es setzte ein Niedergang ein. Bei der Team-Europameisterschaft 1966 wurde Österreich Letzter.
Um 1970 fand Österreich wieder Anschluss an stärkere Nationen. Zu den größten Erfolgen seither zählen:
- 1970: Paar-Weltmeister (Fritz Babsch, Peter Manhardt)
- 1976: Junioren-Team-Europameister (Jan Fucik, Alfred Kadlec, Peter Lehrner, Michael Strafner)
- 1985: Team-Europameister und Team-Vizeweltmeister (Heinrich Berger, Kurt Feichtinger, Jan Fucik, Wolfgang Meinl, Karl Rohan, Franz Terraneo)
- 1988: Zweiter Team-Olympiade (Heinrich Berger, Jan Fucik, Alfred Kadlec, Fritz Kubac, Wolfgang Meinl, Franz Terraneo)
- 1991: Damen-Team-Europameister (Gabriele Bamberger, Maria Erhart, Doris Fischer, Rosi Spinn, Terry Weigkricht, Britta Widengren)
- 1991: Damen-Team-Vizeweltmeister (Gabriele Bamberger, Maria Erhart, Doris Fischer, Rosi Spinn, Terry Weigkricht, Britta Widengren)
- 1991: Junioren-Paar-Europameister (Tilman Seidel, Alexander Wodniansky)
- 1992: Damen-Team-Olympiasieger (Maria Erhart, Doris Fischer, Herta Gyimesi, Barbara Lindinger, Jovanka Smederevac, Terry Weigkricht)
- 1996: Mixed-Paar-Europameister (Maria Erhart, Fritz Kubac)
- 1998: Damen-Team-Weltmeister (Maria Erhart, Doris Fischer, Sylvie Terraneo, Terry Weigkricht)
- 1999: Junioren-Paar-Weltmeister (Andreas Gloyer, Bernd Saurer)
- 2001: Junioren-Paar-Weltmeister (Andreas Gloyer, Martin Schifko)

1998 veranstaltete der ÖBV in Wien die Junioren-Team-EM.

## Organisation
Dem ÖBV gehören 43 Vereine und 4 Regionalverbände (Niederösterreichische Bridgesportverband, Oberösterreichische Bridgesportverband, Steirischer Bridgesportverband, Wiener Bridgesport-Verband) als Mitglieder an. Ungefähr 2600 Mitglieder der einzelnen Vereine sind beim ÖBV als Verbandsangehörige registriert.
Der Vorstand des ÖBV führt die Geschäfte und verwaltet das Vermögen des ÖBV. Er besteht aus Präsident, Vizepräsident, Finanzreferent, Sportreferent, Verbandssportkapitän, Juniorenreferent, Kinderreferent, Seniorenreferent.
Der Sport- und Regelausschuss ist für das bridgesportliche Geschehen zuständig. Dazu gehören: Regelfragen, Turnierleiter- und Ausbildungswesen, Turnierkalender, Meisterpunktwesen.
Weiter Ausschüsse sind:
- Ehren- und Disziplinarrat
- Begutachtungsausschuss
- Kassationssenat
- Finanzrevision

Eine ordentliche Generalversammlung tritt jährlich zusammen und wählt den Vorstand sowie die Funktionäre in den Ausschüssen.

## Aufgaben
Der ÖBV hat laut Statuten folgende Ziele:
- Die Förderung des Bridgesports in Österreich.
- Die Erstellung und Durchsetzung einheitlicher Spiel- und Verhaltensregeln für bridgesportliche Veranstaltungen.
- Die Vertretung der Interessen seiner Mitglieder und Angehörigen gegenüber nationalen und internationalen Verbänden und Organisationen.
- Die Durchführung von bzw. Beteiligung an internationalen und nationalen Bridgesportveranstaltungen in Ergänzung der Aktivitäten seiner Mitglieder.

(Quelle: Statuten des Österreichischen Bridgesportverbandes)
Der ÖBV veranstaltet jährlich mehrere nationale Meisterschaften:
- Österreichische Teammeisterschaft
- Österreichische Paarmeisterschaft
- Österreichische Schüler-Meisterschaft
- Österreichische Junioren-Paar-Meisterschaft
- Österreichische Senioren-Paarmeisterschaft

Er beschickt internationale Meisterschaften und führt im Vorfeld Kadertrainings durch. Der ÖBV bemüht sich seit mehreren Jahren um die Anerkennung von Bridge als Sport. Weiter Aufgaben sind die Aus- und Weiterbildung der Turnierleiter und Bridgelehrer und die Erstellung von Unterrichtsmaterial.
Das Verbandsmagazin des ÖBV ist das Österreichische Bridge Magazin. Zusätzlich erscheint mit dem Bridge Aktuell ein monatliches Nachrichtenblatt. Die jeweiligen Ausgaben ab dem Jahr 2016 sind auf der Seite des Verbandes abrufbar.